# Ilga Kreituse
Ilga Kreituse z domu Grava (ur. 5 lipca 1952 w miejscowości Tērvete w okręgu Dobele) – łotewska historyk, wykładowczyni akademicka i polityk, w latach 1995–1996 przewodnicząca Sejmu.

## Życiorys
Absolwentka wydziału historii i filozofii na Uniwersytecie Łotwy z 1977, następnie kształciła się na Moskiewskim Uniwersytecie Państwowym. Doktoryzowała się w 1982. Pracowała jako nauczycielka w jednym z ryskich gimnazjów, a także na macierzystym wydziale na Uniwersytecie Łotwy.
W latach 1993–1995 zasiadała w Sejmie V kadencji, następnie do 1998 była posłanką na Sejm VI kadencji. Od listopada 1995 do września 1996 pełniła funkcję przewodniczącej łotewskiego parlamentu. Reprezentowała Demokratyczną Partię „Gospodarz”, którą opuściła we wrześniu 1996. W 1998 znalazła się poza Sejmem, kandydując z ramienia koalicji kilku ugrupowań, która nie przekroczyła wyborczego progu.
Powróciła do pracy naukowej, została profesorem oraz kierownikiem katedry nauk politycznych na Uniwersytecie Stradiņša w Rydze.
Zamężna z politykiem Aivarsem Kreitussem.

## Odznaczenia
- Medal Rady Bałtyckiej – 2011[5]